# Amphibalanus peruvianus
Amphibalanus peruvianus is een zeepokkensoort uit de familie van de Balanidae. De wetenschappelijke naam van de soort is voor het eerst geldig gepubliceerd in 1909 door Pilsbry.